# Malvaceae
Las malváceas (Malvaceae) son una familia de plantas perteneciente al orden de las malvales. Reúne plantas herbáceas, leñosas o arbustos (más frecuentes en países cálidos). Incluye, entre otros, los Hibiscus, las malvas y la planta del algodón (Gossypium).

## Descripción
Las malváceas presentan hojas alternas, comúnmente palmatilobadas, con tres nervios principales que surgen desde la base de la lámina foliar y, además, presentan estípulas pequeñas y caducas. En los órganos vegetativos se encuentran pelos con forma de estrella y en los tejidos se encuentran canales de mucílagos.
Las malváceas son arbustos, matas o hierbas anuales o perennes, más raramente árboles generalmente de hoja perenne de zonas frías a tropicales, lo cual es una excepción en su orden. Todos los órganos vegetativos están cubiertos por un indumento, que a menudo contiene pelos estrellados más o menos rígidos, o pelos con una base bulbosa que constituyen espinas. Las hojas son frecuentemente polimorfas,  generalmente alternas, simples y palmatilobuladas, palmatilobladas o palmatilobladas (como la Ceiba, Bombax), enteras a dentadas, con el limbo palmatilennervado. Cuando las hojas son dentadas, una vena termina en la punta de cada uno de los pequeños dientes del limbo: los dientes de las hojas de tipo malvoides son una característica de las Malvaceae. El pecíolo de las hojas suele estar hinchado en los extremos con estípulas caducas. En los baobabs, estas hojas caen durante la estación seca, que puede durar 9 meses, para reducir la pérdida de agua. Ambos lados de la hoja tienen estomas anomocíticos.
Las células mucilaginosas se encuentran aisladas o agrupadas formando bolsas lisogénicas, de ahí el uso de estas plantas como vegetales o remedios. Los espacios secretores a menudo recorren el aparato vegetativo. Los órganos jóvenes, así como los pecíolos y las hojas, sólo tienen fibras pericíclicas en capas concéntricas. Los tallos y raíces poseen fibras liberianas más o menos lignificadas, de ahí su frecuente utilización como textiles (fibras del género Urena).

Las flores son conspicuas, entomófilas, hermafroditas, actinomorfas y agrupadas en inflorescencias; el cáliz posee cinco sépalos libres o soldados por la base, acompañado frecuentemente por un epicáliz o calículo (hipsófilos). Usualmente, el cáliz lleva nectarios compuestos de tricomas glandulares. La corola presenta cinco pétalos libres con una uña muy larga, el limbo soldado o bífido. El androceo está compuesto de numerosos estambres, típicamente con los filamentos soldados en un tubo estaminal (denominado columna estaminal) que rodea los estilos, y cada estambre con una única teca. El polen es espinuloso, el gineceo de ovario súpero, formado por cinco o más carpelos y 5 estigmas. El número de óvulos es variable y la placentación axilar. Los frutos son esquizocárpicos o capsulares. Las semillas presentan ácidos grasos característicos, que conjugan el anión ciclopropenilo.
Claves dicotómicas para los principales géneros europeos
- 1. Fruto en cápsula (botánica) loculicida, polisperma (lóculos 1-polispermos) > 2
- 1. Fruto en esquizocarpo (mericarpos 1-polispermos) > 4
- 2. Epicáliz: 3 piezas; cáliz cupuliforme, truncado o 5-dentado, raramente 5-lobado; semillas generalmente revestidas de pelos mucho más largos que ellas > Gossypium
- 2. Epicáliz: 5-20 piezas; cáliz 5-lobado o dentado; semillas glabras o con pelos más cortos que ellas > 3
- 3. Cápsula subgloboso-deprimida, 5-lobada; lóculos monospermos Kosteletzkya
- 3. Cápsula globosa u ovoidea, no lobada; lóculos 2-polispermos Hibiscus
- 4. Epicáliz inexistente > 5
- 4. Epicáliz presente > 6
- 5. Carpelos con 1 rudimento seminal; mericarpos monospermos Sida
- 5. Carpelos con 3-9 rudimentos seminales; mericarpos: (1)2-3(9) semillas Abutilon
- 6. Piezas del epicáliz soldadas al menos en la base > 7
- 6. Piezas del epicáliz libres > 9
- 7. Epicáliz: 3 piezas anchamente ovadas > Lavatera
- 7. Epicáliz: 6-12 piezas estrechas, de lineares a oblongo-triangulares > 8
- 8. Pétalos: 3-6 cm; tubo estaminal 5-angulado, glabro; mericarpos biloculares, surcados y ligeramente alados en el dorso > Alcea
- 8. Pétalos 1-3 cm; tubo estaminal cilíndrico, peloso en la base, mericarpos uniloculares, planos y ápteros en el dorso >Althaea
- 9. Mericarpos en varios verticilos; esquizocarpo globoso >Malope
- 9. Mericarpos en un solo verticilo; esquizocarpo discoideo > 10
- 10. Estigmas terminales, capitados; mericarpos con 2(3) semillas > Modiola
- 10. Estigmas decurrentes, alargados; mericarpos monospermos > 11
- 11. Piezas del epicáliz setáceas; mericarpos inflados en la madurez > Malvella
- 11. Piezas del epicáliz de lineares a lanceoladas; mericarpos no inflados > Malva[8]

## Difusión del polen
El polen es espinoso. La polinización es generalmente entomófila, y las plantas proporcionan el néctar producido por la superficie interna de los sépalos. A veces la polinización puede ser anemófila, hidrófila o zoofílica.

## Distribución geográfica

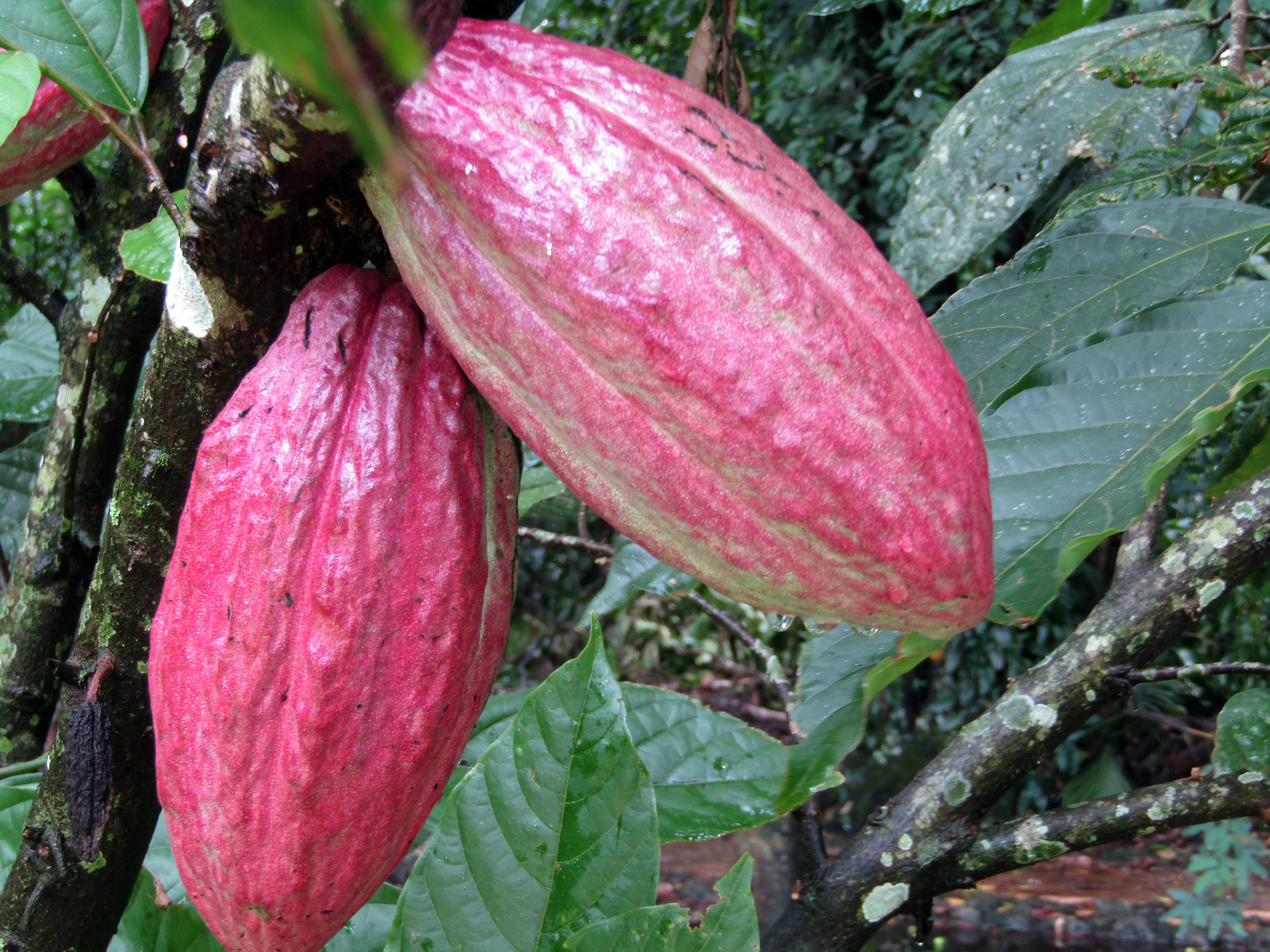
Frutos de Theobroma cacao en Honduras.

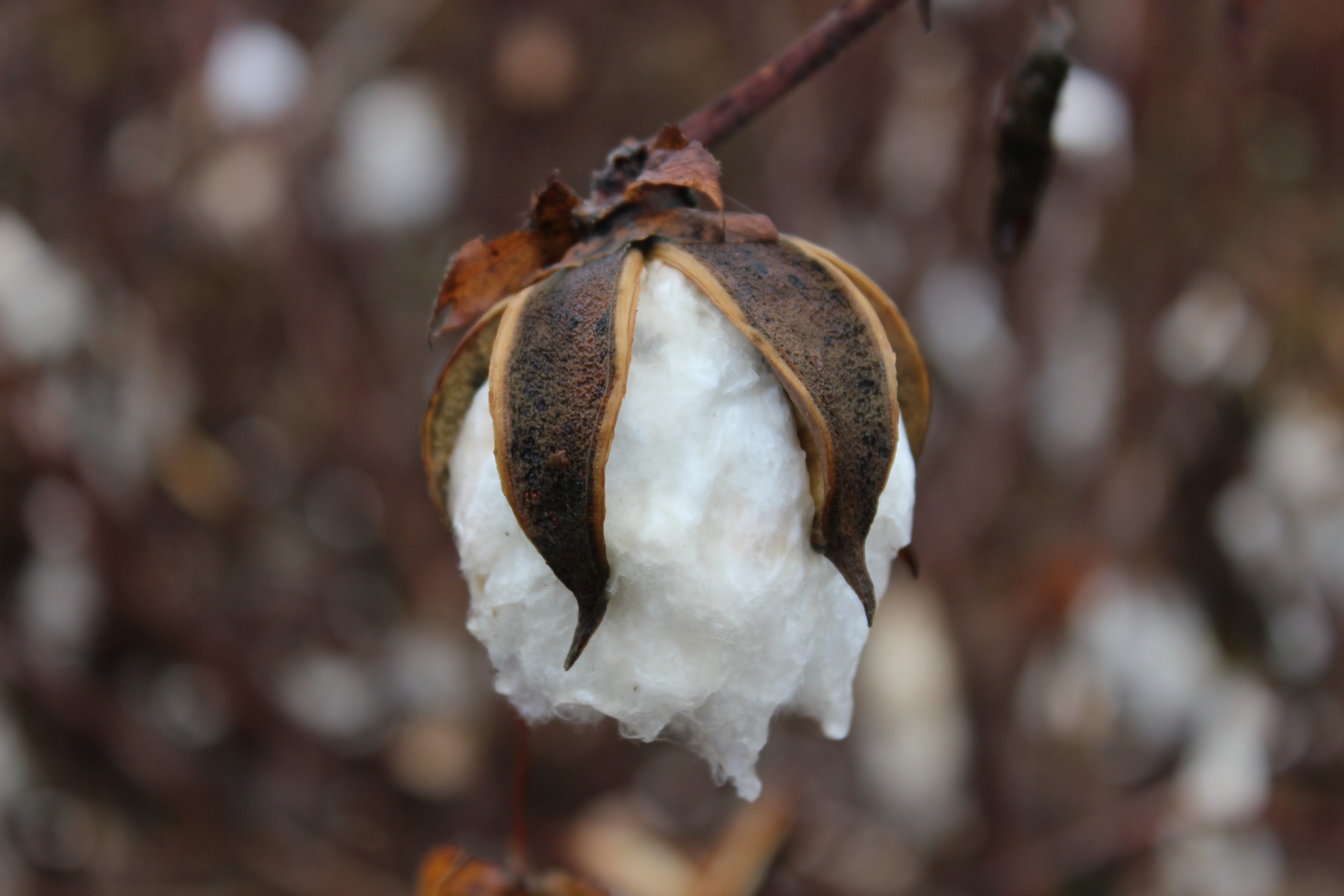
Fruto maduro y abierto del algodonero Gossypium herbaceum, listo para la cosecha.

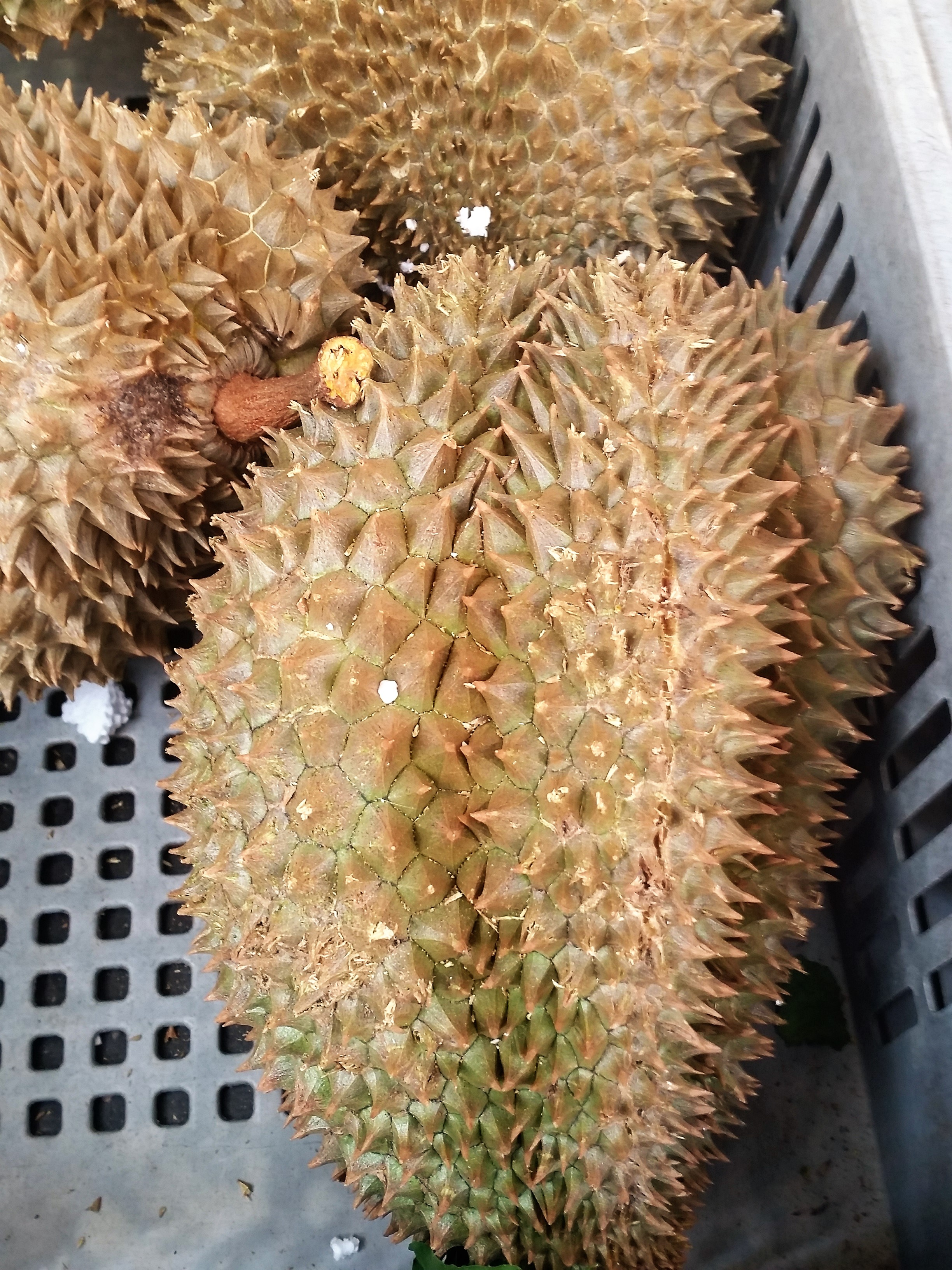
Fruto de Durio zibethinus.

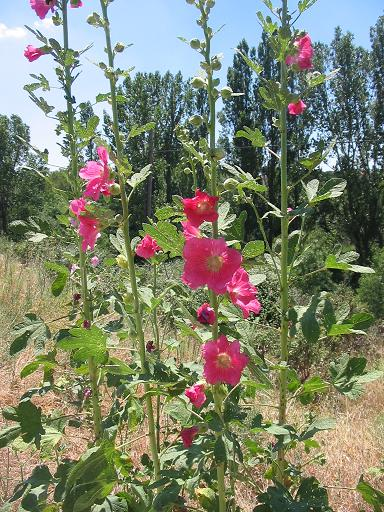
Malva real, Alcea rosea.

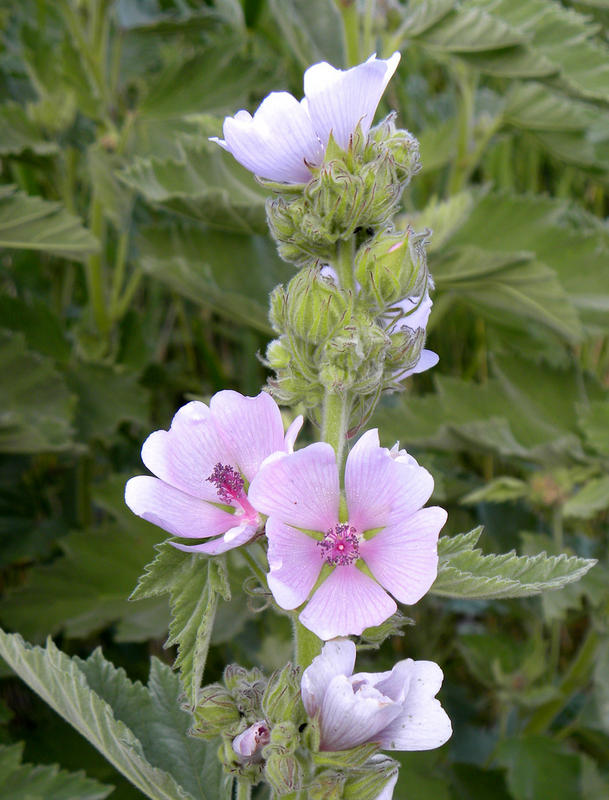
Flores de malvavisco, Althaea officinalis.

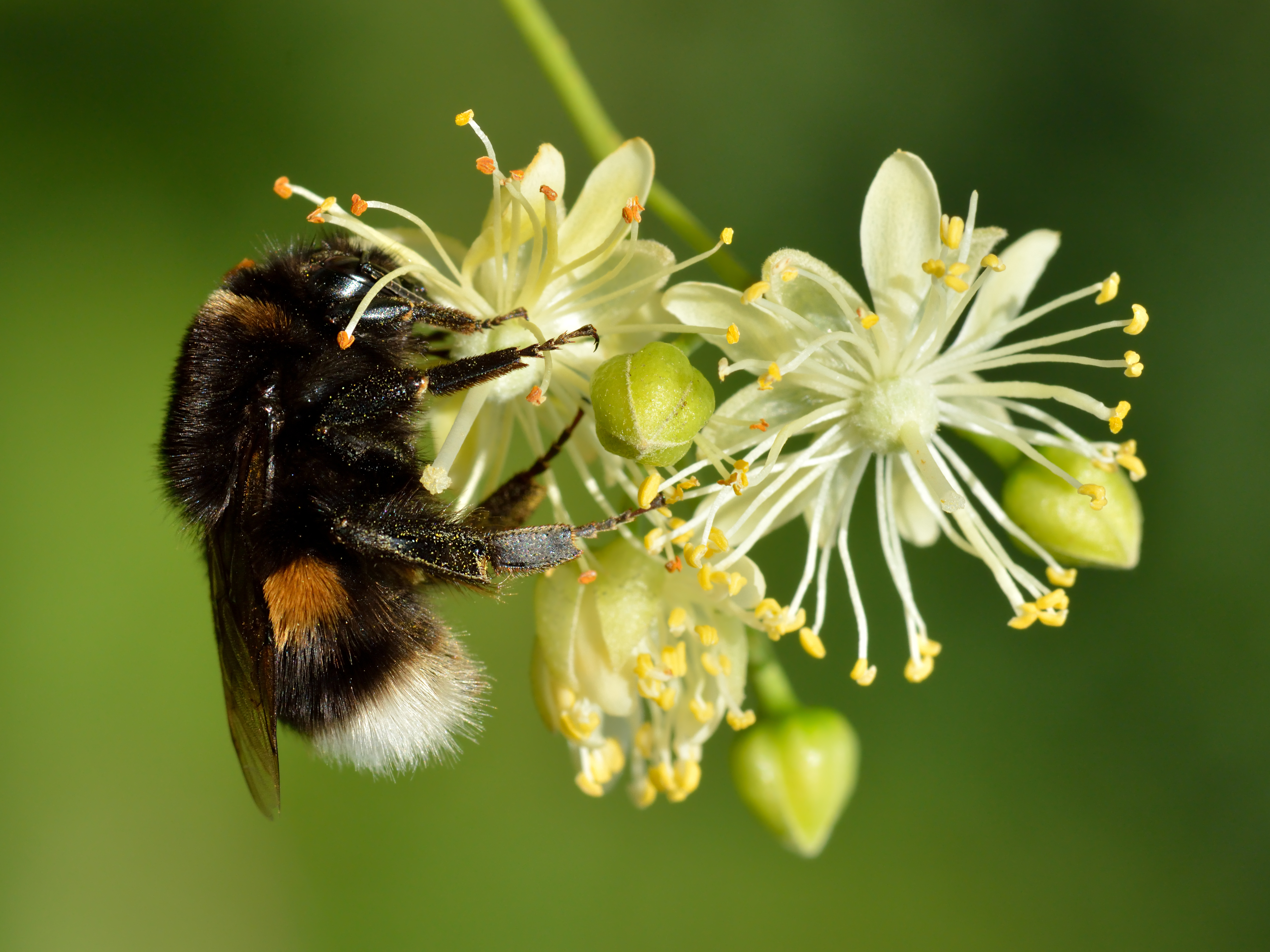
Un Bombus terrestris libando polen de flores de Tilia cordata.

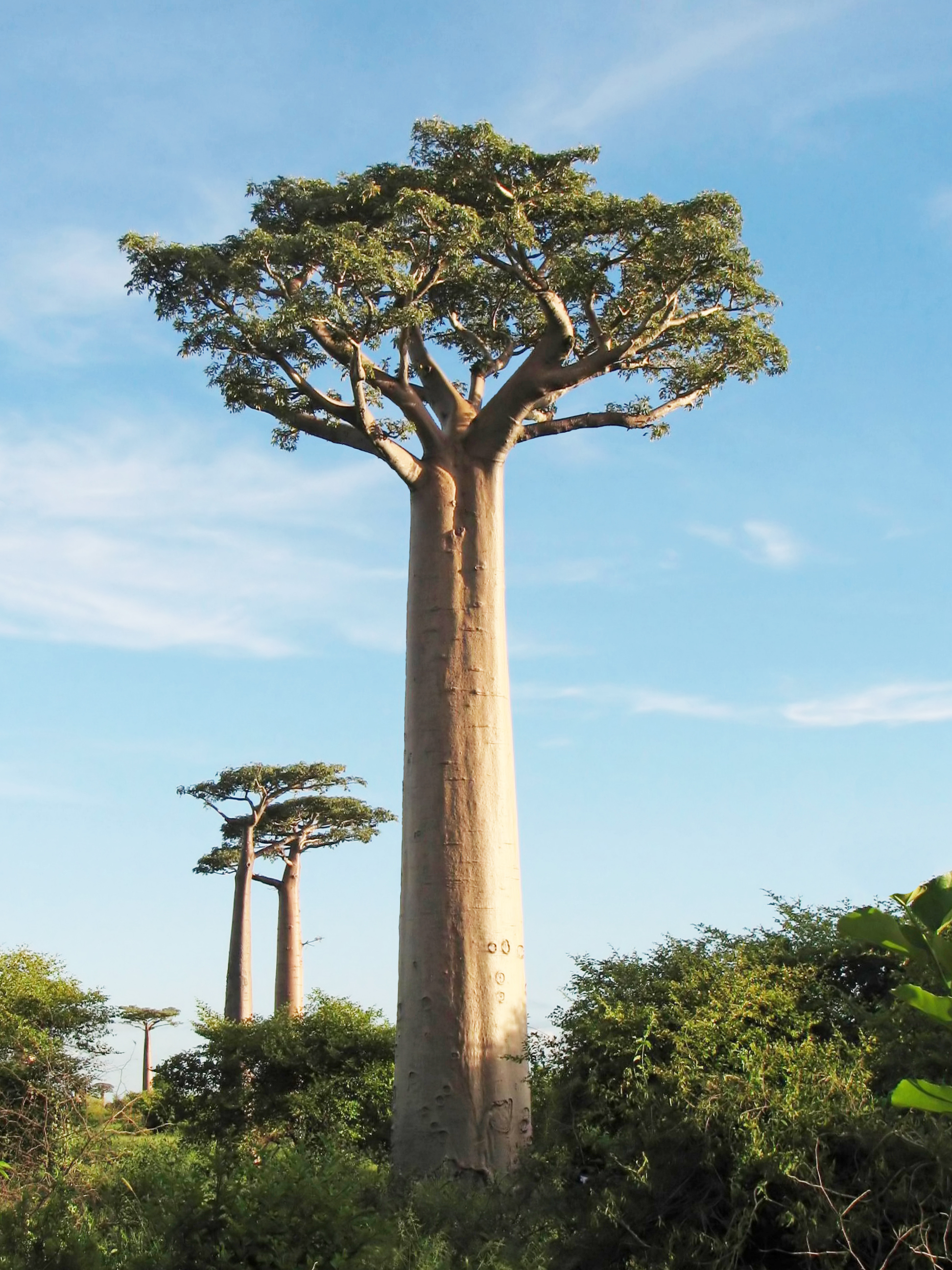
Un baobab Adansonia grandidieri en Madagascar.

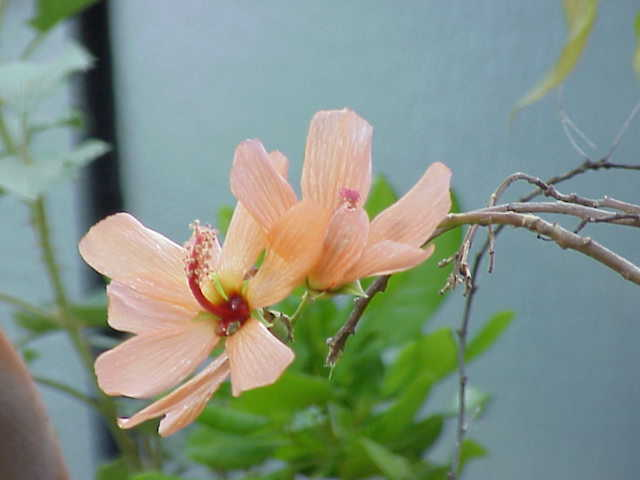
Lavatera phoenicea.

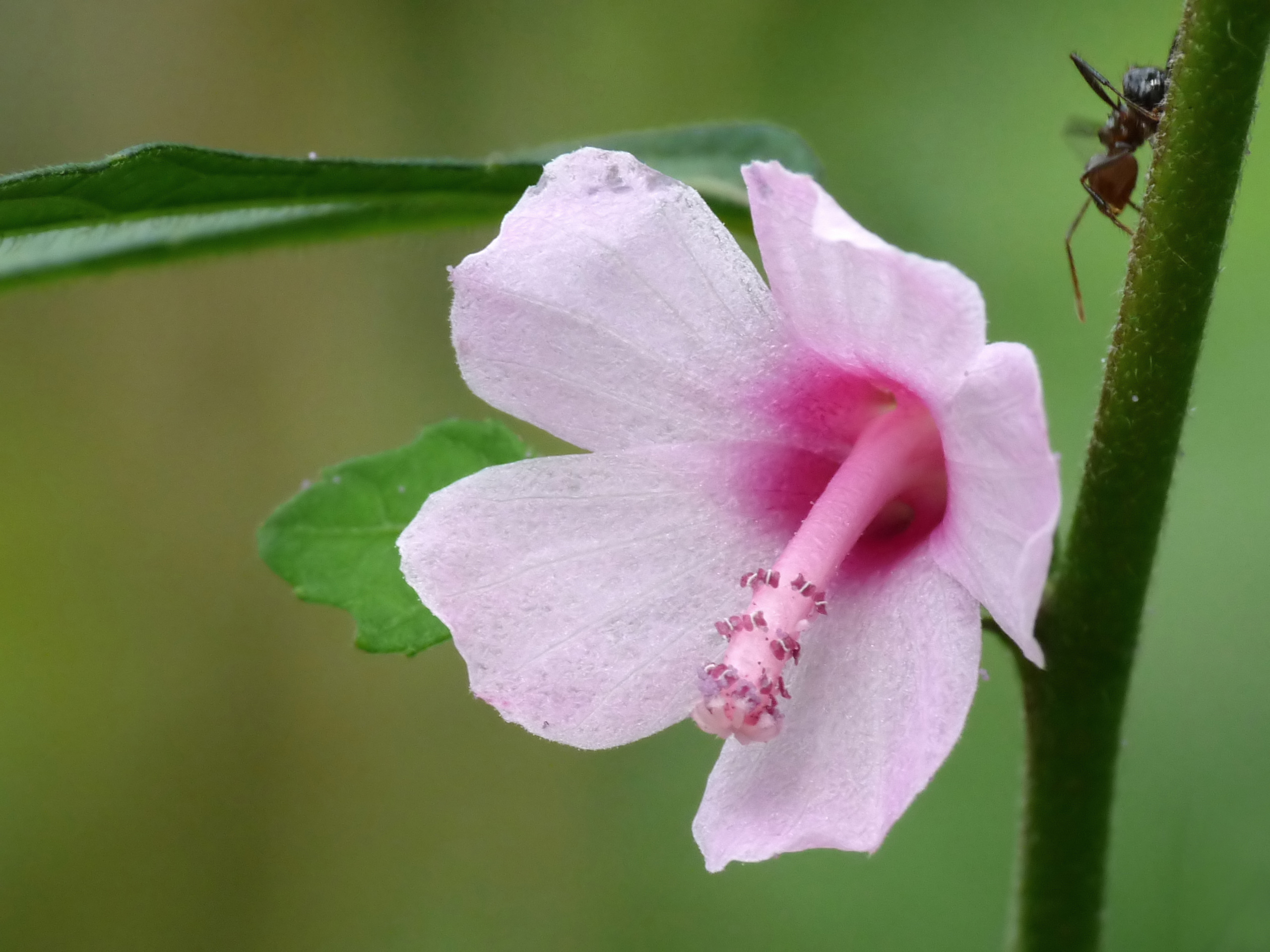
Urena lobata.

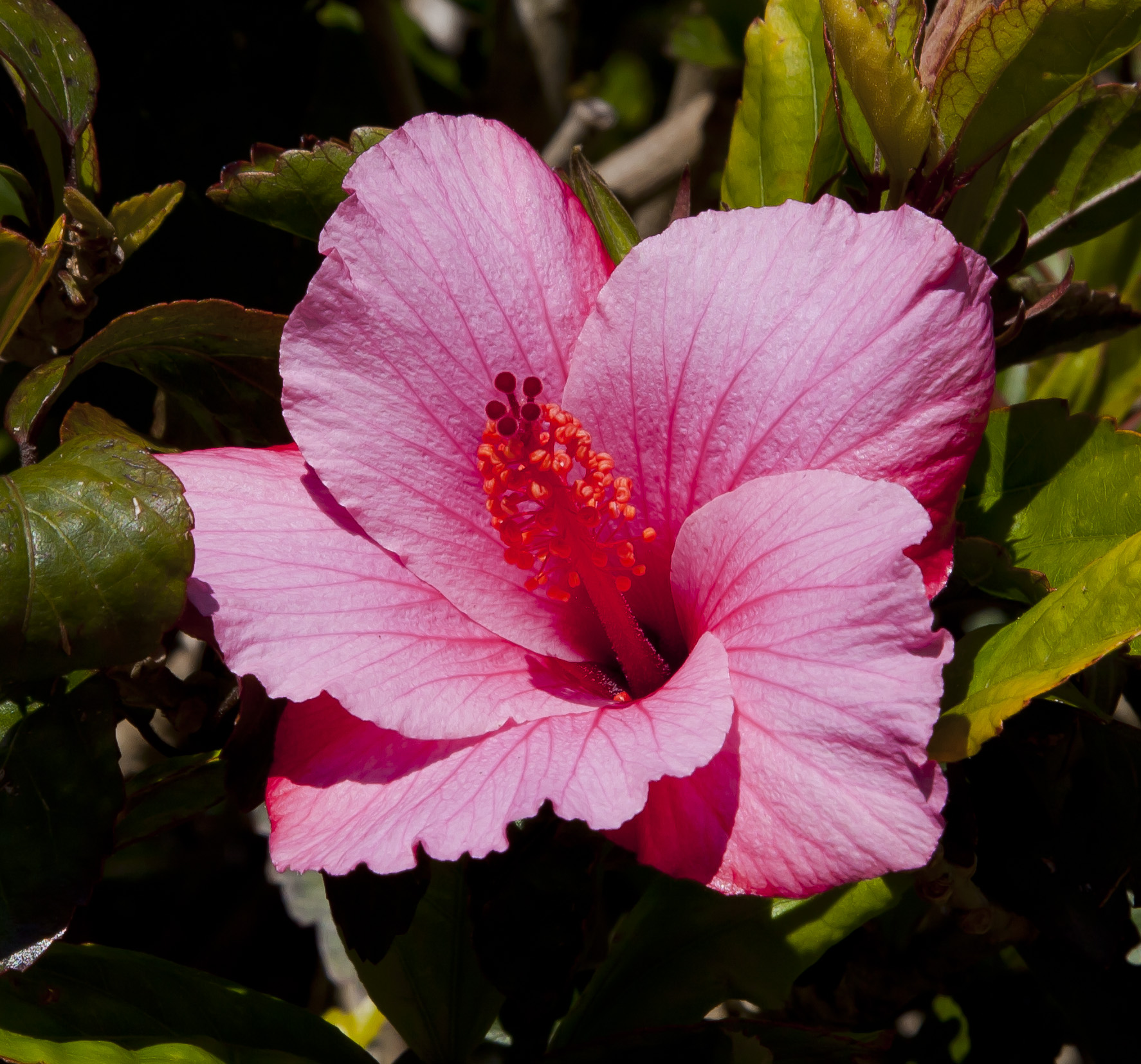
Hibiscus rosa-sinensis llamado comúnmente rosa de China entre otros nombres comunes.

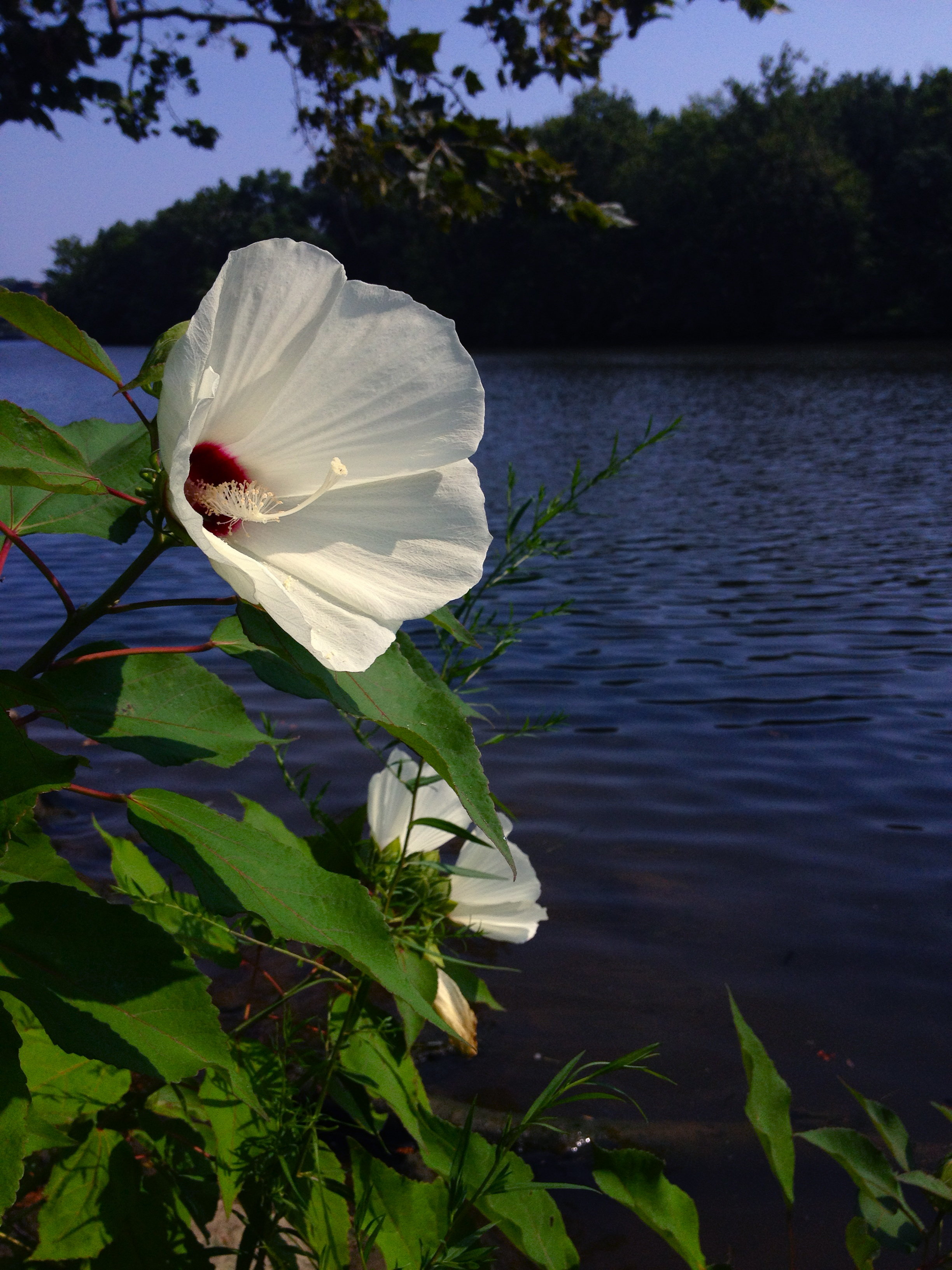
Hibiscus moscheutos.

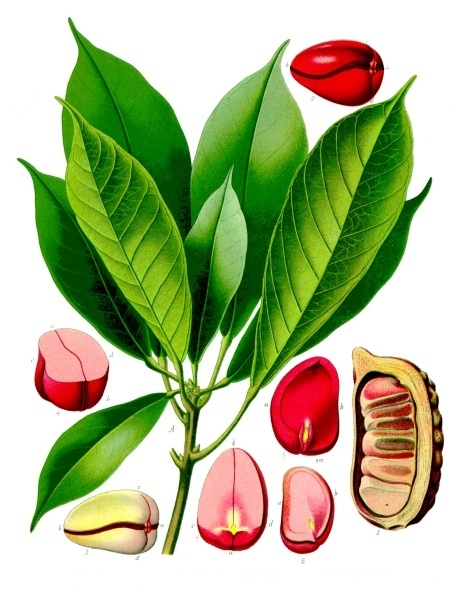
Cola acuminata, el árbol de cola, y su fruto, la nuez de cola o nuez de Sudán.

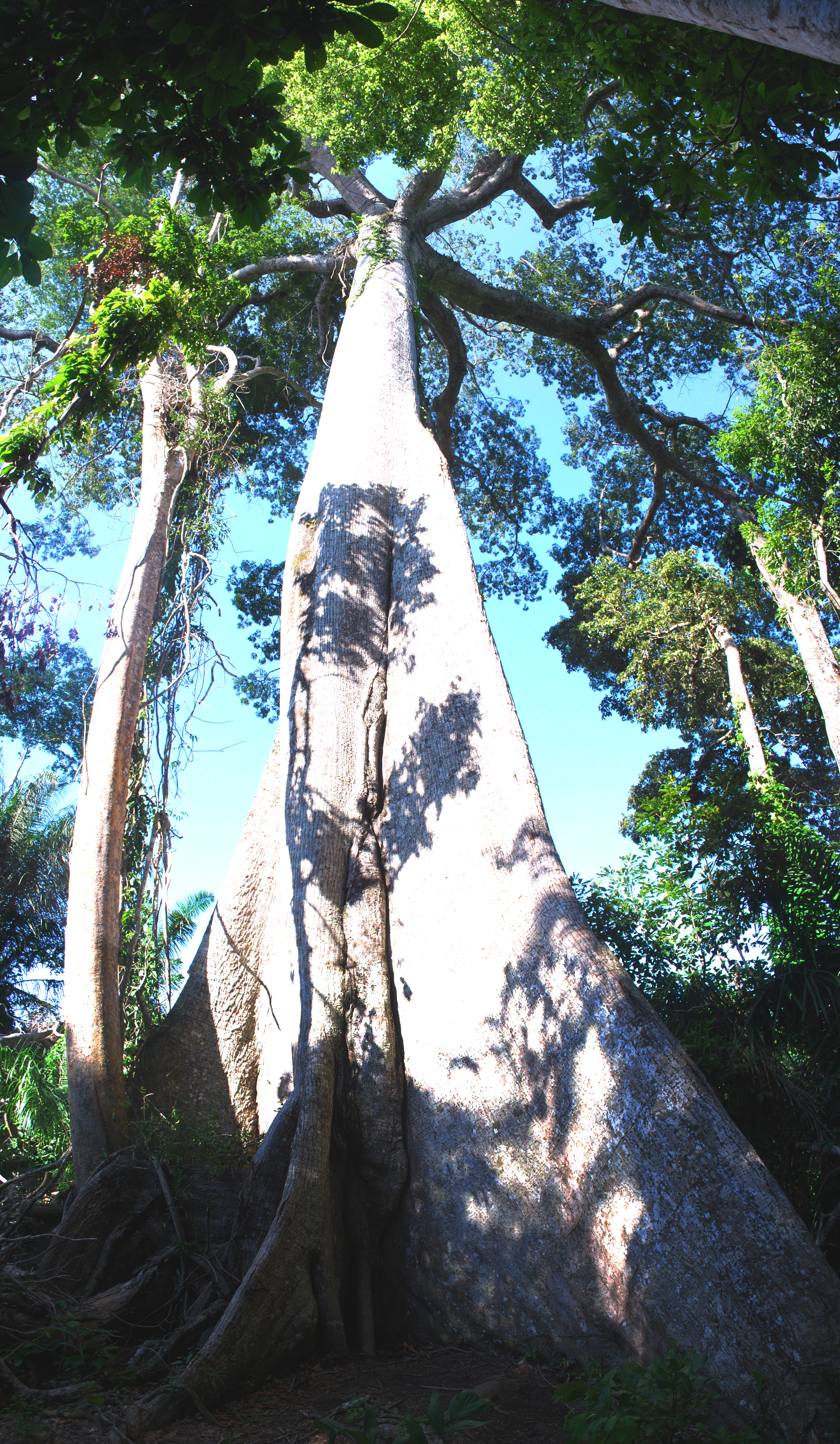
Ceiba pentandra, nombre común ceiba, con su característica base del tronco con nervaduras muy pronunciadas.

Particularmente abundante en las regiones tropicales de América del Sur, está representada en menor medida en las regiones templadas, particularmente alrededor del Mediterráneo. Algunas regiones, como Madagascar o el archipiélago hawaiano, tienen muchos géneros y especies endémicas. La flora francesa cuenta con sólo unas 25 especies espontáneas.

## Taxonomía
Recientes estudios moleculares han llevado el grupo para la filogenia de las angiospermas a ampliar la familia hasta 243 géneros y más de 4225 especies; en la familia ampliada se incluyen los géneros anteriormente pertenecientes a las antiguas familias Bombacaceae, Sterculiaceae y Tiliaceae, por lo que quedaron como pertenecientes a esta familia géneros bien conocidos tales como Tilia, Ceiba, Adansonia (baobabs) y Ochroma, ahora conformando simples subfamilias:

### Malvoideae
Las malvoideas incluyen 78 géneros y unas 1670 especies.
Esta subfamilia está compuesta por varias tribus que constituyen las malváceas en sentido estricto, además de Matisiae y Fremontodendreae, y, posiblemente, también Ochromeae, Fremontodendreae y Septotheca. La división de las malváceas en sentido restringido en tribus ha sido históricamente inestable y todavía no se ha llegado a una clasificación definitiva. La división actual incluye Malveae ( Malva, Abutilon, Sida y géneros afines), Gossypieae (el género que incluye al algodón, Gossypium, y géneros relacionados), Hibisceae (Hibiscus, Pavonia, Kydia y géneros afines). Matisieae es un grupo, previamente clasificado dentro de las bombacáceas, con una distribución neotropical. Fremontodendreae está constituido por dos géneros de Guatemala, México y California, los que previamente habían sido tratados dentro de Bombacaceae o Sterculiaceae. Los géneros Pentaplaris, Uladendron, Camptostemon, Lagunaria, Howittia, Alyogyne y Jumelleanthus se incluyen en Malvoideae pero todavía no han sido asignados a ninguna tribu.
Los géneros con mayor riqueza de especies son Hibiscus (580), Sida (200), Abutilon (100), Nototriche (100), Cristaria (75) y Gossypium (40).

### Bombacoideae
Las bombacoideas incluyen 16 géneros y unas 120 especies de regiones tropicales, especialmente de América y de África. La subfamilia de las bombacóideas está compuesta por los géneros remanentes de las bombacáceas luego de que las tribus Matisieae y Durioneae fueran transferidas a las malvóideas y a las helicteróideas, respectivamente. Por esta razón, en su circunscripción actual la subfamilia está representada básicamente por la tribu Adansonieae, la cual incluye a los géneros Adansonia, Bombax, Chorisia, entre otros.
Los géneros con mayor riqueza de especies son Pachira (24) y Pseudobombax (20).

### Sterculioideae
Las esterculioideas están compuestas por 12 géneros y unas 430 especies de distribución pantropical. Esta subfamilia se consideraba una familia distinta de las malváceas, denominada Sterculiaceae, en otros sistemas de clasificación de las angiospermas. Las especies de esta subfamilia están caracterizadas por sus flores sin pétalos (apétalas), sin epicáliz, y por la presencia de un cáliz carnoso, usualmente petaloideo y gamosépalo. No presentan tampoco estaminoideos pero tienen una columna estaminal monadelfa (o sea, con todos los estambres unidos entre sí) y gineceos y frutos apocárpicos, o sea, con los carpelos separados. Las flores son típicamente monoicas: existen flores femeninas y masculinas en la misma planta.
De tal manera que la familia, así ampliada, se divide ahora en 9 subfamilias:
|  | Byttnerioideae: 26 géneros, 650 especies. Pantropical, especialmente América del Sur. |
|  |                                                                                       |
|  | Grewioideae: 25 géneros, 770 especies. Pantropical.                                   |
|  |                                                                                       |

|   | Sterculioideae: 12 géneros, 430 especies. Pantropical. |
|   | |
|   | Tilioideae: 3 géneros, 50 especies. Regiones templadas del hemisferio norte y América Central.                                                                                    |
|   | |
|   | Dombeyoideae: Cerca de 20 géneros, ca. 380 especies. Paleotropical, especialmente Madagascar y Mascareñas.                                                                        |
|   | |
|   | Brownlowioideae: 8 géneros, ca. 70 especies. Especialmente paleotropical. |
|   | |
|   | Helicteroideae: 8 a 12 géneros, 10 a 90 especies. Tropical, especialmente en el sudeste de Asia.                                                                                  |
|   | |
| ♦ | \| \| Malvoideae: 78 géneros, 1670 especies. Templado a tropical. \| \| \| \| \| \| Bombacoideae: 12 géneros, 120 especies. Tropical, especialmente África y América. \| \| \| \| |
|   | \| \| Malvoideae: 78 géneros, 1670 especies. Templado a tropical. \| \| \| \| \| \| Bombacoideae: 12 géneros, 120 especies. Tropical, especialmente África y América. \| \| \| \| |
|   | Malvoideae: 78 géneros, 1670 especies. Templado a tropical. |
|   | |
|   | Bombacoideae: 12 géneros, 120 especies. Tropical, especialmente África y América.                                                                                                 |
|   | |

|  | Malvoideae: 78 géneros, 1670 especies. Templado a tropical.                       |
|  |                                                                                   |
|  | Bombacoideae: 12 géneros, 120 especies. Tropical, especialmente África y América. |
|  |                                                                                   |

|  | Byttnerioideae: 26 géneros, 650 especies. Pantropical, especialmente América del Sur. |
|  |                                                                                       |
|  | Grewioideae: 25 géneros, 770 especies. Pantropical.                                   |
|  |                                                                                       |

|   | Sterculioideae: 12 géneros, 430 especies. Pantropical. |
|   | |
|   | Tilioideae: 3 géneros, 50 especies. Regiones templadas del hemisferio norte y América Central.                                                                                    |
|   | |
|   | Dombeyoideae: Cerca de 20 géneros, ca. 380 especies. Paleotropical, especialmente Madagascar y Mascareñas.                                                                        |
|   | |
|   | Brownlowioideae: 8 géneros, ca. 70 especies. Especialmente paleotropical. |
|   | |
|   | Helicteroideae: 8 a 12 géneros, 10 a 90 especies. Tropical, especialmente en el sudeste de Asia.                                                                                  |
|   | |
| ♦ | \| \| Malvoideae: 78 géneros, 1670 especies. Templado a tropical. \| \| \| \| \| \| Bombacoideae: 12 géneros, 120 especies. Tropical, especialmente África y América. \| \| \| \| |
|   | \| \| Malvoideae: 78 géneros, 1670 especies. Templado a tropical. \| \| \| \| \| \| Bombacoideae: 12 géneros, 120 especies. Tropical, especialmente África y América. \| \| \| \| |
|   | Malvoideae: 78 géneros, 1670 especies. Templado a tropical. |
|   | |
|   | Bombacoideae: 12 géneros, 120 especies. Tropical, especialmente África y América.                                                                                                 |
|   | |

|  | Malvoideae: 78 géneros, 1670 especies. Templado a tropical.                       |
|  |                                                                                   |
|  | Bombacoideae: 12 géneros, 120 especies. Tropical, especialmente África y América. |
|  |                                                                                   |

- Véase también el anexo sobre los géneros de malváceas actualmente admitidos.[14][15]

## Importancia económica
Entre las especies de importancia económica se encuentran el árbol del cacao (Theobroma cacao) que produce el chocolate, el algodón (Gossypium), el durian (Durio zibethinus) y el quimbombó (Abelmoschus esculentus). Entre las plantas ornamentales y útiles, podemos citar los siguientes géneros[2]:
- Hibiscus, el género más importante de la familia con 300 especies entre las que se encuentra Hibiscus syriacus llamado “althea”;
- Tilia, entre ellas el tilo, con 45 especies;
- Alcea, incluida la malva real Alcea rosea;
- Althaea, incluyendo el malvavisco Althaea officinalis;
- Malva, las malvas;
- Adansonia, los baobabs.

Muchas malváceas de Europa son potencialmente comestibles, las más consumidas son las lavateras y las malvas, que no son muy sabrosas, pero son abundantes y están disponibles todo el año.